# 商業賄賂
商業賄賂（しょうぎょうわいろ）とは、中華人民共和国において、商業上の利益を得る目的でなされる贈収賄を指し、公務員に関する贈収賄だけでなく、民間企業の役職員および民間企業に関する贈収賄も含まれる。『中華人民共和国刑法』（以下、刑法）によって刑事罰が、『中華人民共和国不正競争防止法』（以下、不正競争防止法）によって行政処罰が、それぞれ規定されている。

## 法律の規定

### 刑法上の商業賄賂
刑法第164条「民間人に対する贈賄罪」は、不正な利益の取得を図るため、会社、企業、その他の団体の職員に財物を与える行為を犯罪としている。その法定刑については、<1>金額が比較的大きい場合は、3年以下の懲役または拘役（为谋取不正当利益，给予公司、企业的工作人员以财物，数额较大的，处三年以下有期徒刑或者拘役）であり、<2>金額が巨額である場合は3年以上10年以下の懲役であり、この場合罰金が併せて科せられている（数额巨大的，处三年以上十年以下有期徒刑，并处罚金）。組織が行った場合にも規定があり、直接の責任者に対して前述の懲役が科せられるのみならず、組織に対して罰金が科される。（单位犯前款罪的，对单位判处罚金，并对其直接负责的主管人员和其他直接责任人员，依照前款的规定处罚。）
刑法第391条「組織に対する贈賄罪」は、不正な利益の取得を図るため、国家機関、国有企業、企業、事業団体、人民団体に財物を与える行為を犯罪としている。その法定刑については、3年以上の懲役または拘役である。組織が行った場合は、直接の責任者に対して前述の懲役が科せられるのに加え、組織に対する罰金が科される（国家机关、国有公司、企业、事业单位、人民团体，索取、非法收受他人财物，为他人谋取利益，情节严重的，对单位判处罚金，并对其直接负责的主管人员和其他直接责任人员，处五年以下有期徒刑或者拘役。）

### 不正競争防止法上の商業賄賂
不正競争防止法（1993年9月2日公布、同年12月1日施行）においては、商品の販売または購入のために、財物またはその他の手段で賄賂を供与する行為を禁止しており、これに反した場合は、1万元以上20万元以下の過料が科されるとともに違法所得の没収がされる。

## 習近平体制と商業賄賂
かつて中国では会社間の取引であっても、担当者間の人と人との関係が重視されることが一般的であり、接待などが日常的に行われることも多かった。商慣習として「リベート」のやりとりが日常的に行われていることも多く、担当者の違法性の意識もそれほど高くなかった。しかし、習近平指導部は、共産党内の腐敗が中国という国を滅ぼすという強い危機感を訴え、大規模な「汚職・腐敗撲滅運動」やぜいたく追放運動を強力に進めている。そのため徐才厚・周永康・令計画といったかつて中国共産党の最高幹部を務めた者までもが汚職によって失脚し、有罪判決を受けた者もいる。そのため中国国民の腐敗に対する意識が高まっている。また、中国政府は国民の政府に対する不満を抑えるために、庶民の生活に直結する医薬品や食料品、さらには自動車などの価格に対するコントロールを強めようとしている。とくに医薬品に関しては、政府が重要な政策目標として誰もが利用できる医療制度を構築しようとしており、薬価の高止まりの原因になる製薬業界における商業賄賂の横行には厳しい態度で臨んだ。

## 商業賄賂に関する最近の処罰例
2009年9月仏山市商工局は、外資系飲料メーカーが同社のブランドの新製品を販売するにあたり、仏山市内の多数の小売業者に対し初回陳列日に場所代として金品を供与したと認定した。同局は、この飲料メーカーに対し不正競争防止法に基づく行政処罰を科した。
2010年3月上海市第1中級裁判所は、イギリス・オーストラリアの大手鉱物・資源会社であるリオ・ティント社の社員らが、中国企業に有利な条件で鉄鉱石を得る便宜を図ったことにより、合計で9230万元（約12億円）の商業賄賂を受け取ったとして、刑法第163条「民間人による贈賄罪」と同第219条「営業秘密侵害罪」に違反すると認定した。同裁判所は、リオ・ティント社に対し7年から14年の懲役刑を科した。
2010年9月杭州市工商局は、日系のオートファイナンス会社が同社向けのローンを優先的に推薦するディーラーに対し、「手数料」、「サービス料」の名目で金品を供与したと、杭州市工商局が認定した。同局は、このオートファイナンス会社に対し不正競争防止法に基づく行政処罰を科した。
2014年9月19日、長沙市中級裁判所は、イギリス大手製薬会社であるグラクソ・スミスクライン（GSK）社の中国法人（GSK中国）に対し、病院の医師（公務員に該当しない）などに対する贈賄行為をしたとして、刑法第163条「民間人に対する贈賄罪」に違反すると認定した。同裁判所は、GSK中国の幹部従業員5名について直接の責任者として執行猶予付きの懲役刑を科すとともに、30億元（約530億円）の罰金刑を科した。報道によれば、同社が行ったという贈賄行為には、国内外の各種会議への医師の招待すなわち無償での航空券、宿泊費、会食費の負担や、講演費や学術会議組織を名目とした現金の供与が含まれている。30億元という罰金額は中国の経済事件では史上最高であったことから、驚きをもって受け止められた。

## 対策
中国でビジネスをする企業にとっては、商業賄賂とみなされないようにするようにビジネス実務上以下の点に注意すべきである。実体を伴わない費用の支払いを行う場合、例えば小売店に販売促進費用として支払いを行ったにもかかわらず、実際には相応の販売促進活動が行われていない場合でも商業賄賂となる。売買契約の締結後に取引先から値引要求がなされることは往々にしてあるが、当事者間で値引きを行うことを書面で合意したとしても、当該値引きについて事実とは異なる「販売促進費」などの科目で記帳すると商業賄賂の認定されるリスクが生ずる。そこで、明示的に「値引き」と合意した上で、当該事実に基づき記帳する必要がある。また事業者が商品の販売または購入を行うにあたり、仲介人に対して仲介手数料を支払う必要がある場合、明示的に仲介手数料の支払いと合意する必要があり、当該仲介人は適法な経営資格を有しており、かつ当該事実に基づき記帳する必要がある。またビジネス実務上、適法な「贈与」行為と、違法な「商業賄賂」行為との区別が問題となるが、2008年11月20日最高人民法院および最高人民検察院が発表した「商業賄賂事件の処理における法律適用の若干問題に関する意見」（以下、適用意見）の中の第10条の規定が参考になる。それによると、両者を区分するときの判断基準は、<1>財物の往来の発生の背景、例えば双方の間に親族・友人関係および過去の交流関係があるか否か、およびその程度、<2>往来した財物の価値、<3>財物の往来の原因・時期および方式や財物の提供者が受領者に対し職務上の請託をしたか否か、<4>財物の受領者が職務上の便宜を利用してその提供者に利益を取得させたか否か、を総合的に判断するとされる。